# Bandera de la República Checa
La bandera de la República Checa (en checo: státní vlajka) está formada por dos franjas horizontales de igual anchura, siendo de color blanco la superior y de color rojo la inferior, con un triángulo isósceles de color azul, cuya base coincide con el borde del asta de la bandera. La bandera fue heredada de Checoslovaquia luego de la disolución de la unión del país con la actual Eslovaquia.

## Historia
En un principio, la bandera sólo tenía las dos franjas horizontales con los colores del antiguo escudo checo (un león de plata sobre campo rojo), pero la similitud con la bandera de Polonia y la coincidencia de colores con la bandera de Austria hicieron que se añadiera el triángulo azul. Sin embargo, esta bandera aún se usa como bandera de Bohemia (región del país).

Bandera checa en vertical.

La autoría de la bandera actual es algo discutida, pero la mayoría de los vexilologistas consideran que el autor fue Jaroslav Kursa (1875-1950), archivero del Departamento de Asuntos Interiores. Esta bandera fue aprobada oficialmente por la Asamblea Nacional de Checoslovaquia el 30 de marzo de 1920. La bandera se cambió en los años de la ocupación alemana, durante la Segunda Guerra Mundial, sustituyéndose por una bandera tricolor horizontal blanca-roja-azul. Acabada la guerra, se recuperó la bandera original.
Adicionalmente, durante un corto período después de la Revolución de Terciopelo, la parte checa del estado federal checoslovaco adoptó la anterior bandera roja y blanca.

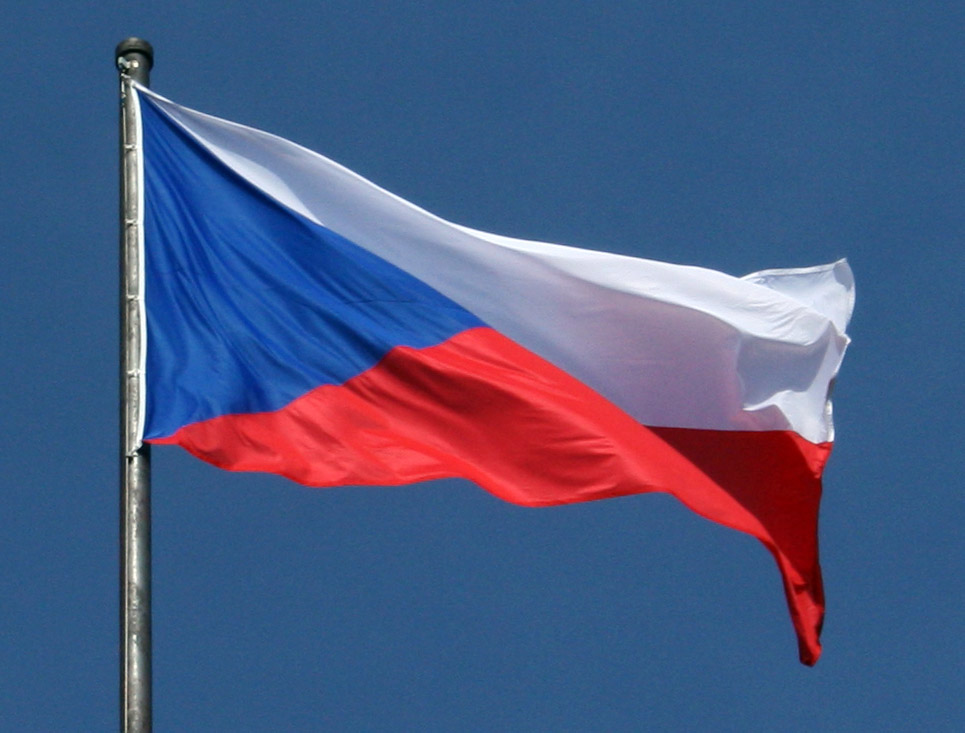
Bandera de la República Checa

Durante las negociaciones sobre la disolución de Checoslovaquia, una cláusula que prohibía el uso de los símbolos estatales por parte de cualquiera de los estados sucesores fue insertada en la legislación sobre la disolución de la federación. Aunque la República Checa mantuvo la bandera checoslovaca, mientras que Eslovaquia adoptó una nueva bandera.

## Dimensiones
Los colores de la bandera son: blanco, azul y de gules. La bandera está formada por un triángulo isósceles azul que se extiende hasta la mitad a lo largo del rectángulo (un error común es hacerlo más corto) y dos grupos: uno blanco y uno rojo.

## Banderas históricas

Bandera del Reino de Bohemia (hasta 1918)
Bandera de la Primera República checoslovaca (1918-1920)
Bandera de Checoslovaquia (1920-1992)
Bandera del Protectorado de Bohemia y Moravia (1939-1945)
Bandera de la República Checa dentro de Checoslovaquia (1990-1992)

## Otras banderas

### Estandartes presidenciales
Todos los estandartes presidenciales tienen la proporción 1:1 y contienen el lema de la República Checa, Pravda vítězí («La verdad prevalece»). La versión actual fue diseñada por el heráldico Jiří Louda, fue adoptada tras la creación de la República Checa en 1993.

Estandarte presidencial de Checoslovaquia entre 1918 y 1939 y entre 1945 y 1960.
Estandarte presidencial del Protectorado de Bohemia y Moravia en 1939-1945. No contiene el lema.
Estandarte presidencial de Checoslovaquia entre 1960 y 1990.
Estandarte presidencial de la Federación Checa y Eslovaca entre 1990 y 1992. Contiene el lema en latín.
Estandarte presidencial desde 1993.

### Banderas subnacionales
Banderas de las regiones de la República Checa.

Praga (2:3)
Región de Pardubice (2:3)
Pilsen (2:3)

Los colores nacionales de las antiguas regiones de Bohemia, Moravia y Silesia no tienen carácter oficial, pero son utilizados por la población.

Bohemia (2:3)
Moravia (2:3)
Silesia (2:3)